# Луїс Кастаньєда
Луїс Кастаньєда (ісп. Luis Castañeda; 29 липня, 1943, Гавана, Куба) — кубинський фотограф. Один з найвидатніших майстрів пейзажу.

## Біографія
Луїс Кастаньєда народився 29 липня 1943 року в Гавані. 

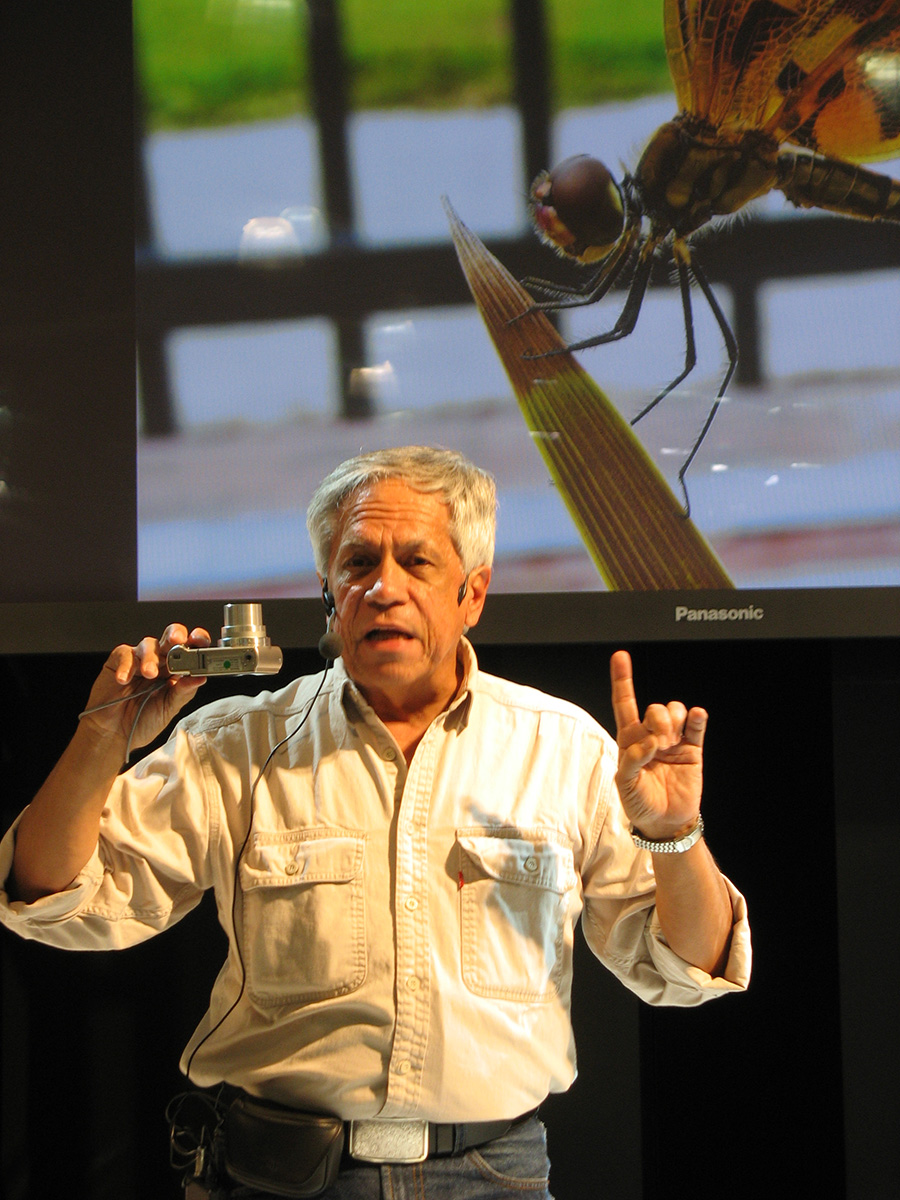
Луїс Кастаньєда, Фотофорум 2008

У 1964 році розпочав свій творчий шлях, співпрацюючи з Національним балетом Куби, Музичним театром Гавани та Міністерством культури, а також (як фрилансер) фотографував для кубинських журналів (Cuba Magazine).
У 1979 році Луїс емігрував в Іспанію, де працював в агентстві «The Image Bank», багато подорожуючи Європою. Кастаньєда співпрацював з багатьма періодичними виданнями, а також з державними структурами (Міністерство туризма, RTVE, мерія міста Мадрид).
У 1986 році Кастаньєда переїхав в США (Маямі, штат Флорида). Статті фотографа були опубліковані в багатьох журналах: Leica Fotografie Intl. (Німеччина), Leica Magazine (Італія), Popular Photography (КНР), Panasonic NEWS (Швейцарія), Foto & Video (Росія).
Кастаньєда найчастіше працює з камерами Leica та Panasonic. Відомою є серія фотографій, зроблених в Ісландії (камера Panasonic Lumix LX5 з об'єктивом Leica Summicron).
Луїс Кастаньєда багато подорожує, проводить майстер-класи та семінари.